# 窄尾絲鰭鱈
窄尾絲鰭鱈，為輻鰭魚綱鱈形目稚鱈科的其中一種，分布於西大西洋加拿大至巴西南部海域，深度180-792公尺，為深海底棲性魚類，體長可達26.9公分，棲息在底中層水域，生活習性不明。

## 扩展阅读
維基物種上的相關：窄尾絲鰭鱈